# Ривароса
Ривароса (итал. Rivarossa) је насеље у Италији у округу Торино, региону Пијемонт.
Према процени из 2011. у насељу је живело 919 становника. Насеље се налази на надморској висини од 245 м.

## Становништво
Према резултатима пописа становништва 2011. у општини је живело 1.626 становника.
| 1931. | 1936. | 1951. | 1961. | 1971. | 1981. | 1991. | 2001. | 2011. |
| ----- | ----- | ----- | ----- | ----- | ----- | ----- | ----- | ----- |
| 1.011 | 935   | 813   | 753   | 812   | 969   | 1.211 | 1.427 | 1.626 |